# Chléf
Chléf (em árabe:  الشلف) é a capital da província homônima na Argélia. A cidade abriga a universidade Hassiba Benbouali e a Basílica de São Reparato, que possui um dos mais antigos labirintos cristãos do mundo.
A cidade foi palco de dois grandes tremores de terra, o primeiro em 1954 e o segundo em 10 de outubro de 1980, este último destruiu 80% da cidade, e algumas ruínas ainda podem ser observadas até hoje. O antigo nome da cidade: "El Asnam" significa, em árabe 'as ruínas'. Esta denominação mudou para Chlef em 1981, um ano após o pior terremoto da história da cidade.

## Geografia
Chlef encontra-se em um vale a uma altitude de 114 metros entre duas cadeias de montanhas ao norte e ao oeste e é banhada pelo Chéliff, o maior rio da Argélia. A cidade é cercada por fazendas, há árvores dispersas, tanto no vale e nas montanhas.
A província de Chlef está localizada no norte da Argélia, a 200 quilômetros (120 milhas) a oeste da capital Argel.

## Clima
Chlef tem um clima mediterrânico, com verões quentes e secos e invernos suaves e úmidos.

## Transporte
Chlef tem uma estação na linha ferroviária que conecta Argel a Oran. A cidade é servida pelo Aeroporto Internacional de Chlef.